# Lista lotów Starshipa
Od kwietnia 2023 roku rakieta nośna Starship należąca do amerykańskiej firmy SpaceX, została wystrzelona 9 razy, zaliczając cztery udane loty i pięć porażek. Starship jest opracowywany przy wykorzystaniu efektu skali, który w przyszłości ma zredukować koszty lotów do minimum. Ma to zostać osiągnięte poprzez ponowne wykorzystanie obu członów rakiety, a także przez zwiększenie maksymalnej masy ładunku użytecznego, który byłby zdolny do wyniesienia przez Starshipa na orbitę. Starship to najnowszy projekt rakiety wielokrotnego użytku rozwijanej przez SpaceX, a także jeden z dwóch załogowych księżycowych lądowników wybranych przez NASA w ramach programu Artemis.

## Przeprowadzone Loty

### 2023
| Lp | Data i czas (UTC) | Booster           | Ship            | Miejsce startu  | Ładunek     | Masa ładunku | Orbita                    | Wynik lotu | Lądowanie Boostera | Lądowanie Shipa |
| -- | --- | ----------------- | --------------- | --------------- | ----------- | ------------ | ------------------------- | ---------- | ------------------ | --------------- |
| 1  | 20 kwietnia 2023, 13:33:09 | Booster 7 Block 1 | Ship 24 Block 1 | Starbase, OLP-A | Nie dotyczy | Brak danych  | Lot suborbitalny          | Porażka    | Nie dotyczy        | Nie dotyczy     |
| 1  | Podczas pierwszego lotu testowego ze statkiem zintegrowanym z Boosterem Super Heavy planowano, że booster zwoduje w Zatoce Meksykańskiej, zaś statek wejdzie na transatmosferyczną orbitę okołoziemską, po czym ponownie wejdzie w atmosferę i uderzy w Pacyfik na północ od Hawajów. Trzy silniki zostały wyłączone, zanim booster podniósł się z platformy startowej, a co najmniej trzy kolejne silniki zostały wyłączone podczas lotu. Pojazd ostatecznie wszedł w niekontrolowany obrót przed rozdzieleniem stopni z powodu utraty kontroli wektora ciągu. System przerywania lotu został aktywowany z zamiarem natychmiastowego zniszczenia pojazdu, lecz pojazd pozostał nienaruszony do T+3:59, czyli ponad 40 sekund po aktywacji tego systemu. SpaceX ogłosiło ten lot sukcesem, ponieważ jej głównym celem było jedynie opuszczenie padu. Start spowodował rozległe uszkodzenia stanowiska orbitalnego i otaczającej go infrastruktury, w tym farmy zbiorników na paliwo.                                                                           |                   |                 |                 |             |              |                           |            |                    |                 |
| 2  | 18 listopada 2023, 13:02:50 | Booster 9 Block 1 | Ship 25 Block 1 | Starbase, OLP-A | Nie dotyczy | Brak danych  | Orbita Transatmosferyczna | Porażka    | Porażka (ocean)    | Nie dotyczy     |
| 2  | Drugi lot testowy statku Starship miał profil lotu podobny do pierwszego lotu, z dodaniem nowej techniki rozdzielenia na gorąco (ang. hot-staging) i wprowadzeniem systemu zalania wodą, będącego częścią obsługi naziemnej na platformie startowej. Podczas pierwszego etapu wznoszenia, wszystkie 33 silniki uruchomiły się na pełny okres. Starship i Super Heavy pomyślnie przeprowadziły separację na gorąco. Po zainicjowaniu manewru przewrócenia i zainicjowaniu spalania doładowującego, kilka silników wspomagających zaczęło się wyłączać z powodu zablokowania filtra. Awaria energetyczna jednego silnika spowodowała utratę boostera. Górny stopień wznosił się nominalnie przez kolejne sześć minut. Podczas planowanego odprowadzania ciekłego tlenu powstał wyciek w części rufowej, co spowodowało wybuch, który przerwał komunikację między komputerami pokładowymi statku. Nastąpiło całkowite wyłączenie silnika, po czym system przerywania lotu skutecznie zniszczył statek, gdy ten osiągnął wysokość ~148 km i prędkość ~24 000 km/h. |                   |                 |                 |             |              |                           |            |                    |                 |

### 2024
| Lp | Data i czas (UTC) | Booster            | Ship            | Miejsce startu  | Ładunek        | Masa ładunku | Orbita                    | Wynik lotu | Lądowanie Boostera                            | Lądowanie Shipa      |
| -- | --- | ------------------ | --------------- | --------------- | -------------- | ------------ | ------------------------- | ---------- | --------------------------------------------- | -------------------- |
| 3  | 14 marca 2024 13:25:00 | Booster 10 Block 1 | Ship 28 Block 1 | Starbase, OLP-A | Nie dotyczy    | Brak danych  | Lot suborbitalny          | Sukces     | Porażka (ocean)                               | Porażka (ocean)      |
| 3  | Trzeci lot testowy statku Starship obejmował pełny cykl spalania w silnikach drugiego stopnia, demonstrację wewnętrznego transferu paliwa i test drzwiczek dystrybutora Starlink. Gdyby sekwencja testów przebiegała dalej, dodatkowe testy obejmowałyby ponowne uruchomienie silnika w przestrzeni kosmicznej, po którym nastąpiłoby twarde wodowanie statku na Oceanie Indyjskim, około 1 godziny i 4 minut po wystrzeleniu. Booster pomyślnie doprowadził statek kosmiczny do momentu rozdzielenia, a 13 silników pomyślnie odpalono w celu wykonania tzw. boostback burn, chociaż 6 silników uległo awarii na kilka sekund przed końcem spalania. Jednak kilka minut później, podczas lądowania, odpalono tylko trzy silniki, a booster uległ zniszczeniu na wysokości 462 metrów nad oceanem. Awarie boostera przypisywano ciągłym problemom z blokadami filtrów. Trajektoria statku kosmicznego była suborbitalna, z 234 km apogeum i 50 km perygeum, chociaż statek rzeczywiście osiągnął prędkość orbitalną. Zaplanowane, ponowne uruchomienie Raptora nie nastąpiło, gdyż spowodowałoby perygeum wynoszące 50 km i nieco późniejsze wejście w atmosferę. Podczas ponownego wejścia w atmosferę statek wykonał niekontrolowany obrót. Kilka minut po ponownym wejściu w atmosferę, telemetria Shipa 28 została odcięta, co doprowadziło SpaceX do wniosku, że statek rozpadł się przed planowanym wodowaniem. |                    |                 |                 |                |              |                           |            |                                               |                      |
| 4  | 6 czerwca 2024 12:50:00 | Booster 11 Block 1 | Ship 29 Block 1 | Starbase, OLP-A | Nie dotyczy    | Brak danych  | Lot suborbitalny          | Sukces     | Kontrolowany (ocean)                          | Kontrolowany (ocean) |
| 4  | W czwartym locie testowym Starship poleciał podobną trajektorią jak lot 3, z dodaniem uruchomienia silników statku podczas lądowania i miękkiego wodowania. Jeden silnik Raptor został stracony wkrótce po starcie, ale booster nadal działał zgodnie ze swoim profilem lotu i przeprowadził pomyślnie kontrolowane wodowanie w Zatoce Meksykańskiej na „wirtualnej wieży”, w ramach przygotowań do złapania przez wieżę startową podczas 5. lotu. Statek kosmiczny pomyślnie wszedł w atmosferę, pomimo poważnych uszkodzeń przednich klap i przeprowadził pomyślne, kontrolowane wodowanie na Oceanie Indyjskim, w obszarze docelowym, ale 6 km od jego centrum. |                    |                 |                 |                |              |                           |            |                                               |                      |
| 5  | 13 października 2024 12:25:00 | Booster 12 Block 1 | Ship 30 Block 1 | Starbase, OLP-A | Nie dotyczy    | Brak danych  | Lot suborbitalny          | Sukces     | Sukces (OLP-A)                                | Kontrolowany (ocean) |
| 5  | Piąty test statku Starship był pierwszym, w którym zademonstrowano regenerację wspomagania i pierwszym, w którym nie wystąpiła żadna awaria silnika w żadnym momencie lotu. Po rozdzieleniu stopni booster wrócił na miejsce startu i został złapany przez ramiona wieży startowej, pomimo uszkodzenia grzbietu podczas opadania boostera. Po fazie przybrzeżnej Ship 30 ponownie udanie wszedł w atmosferę, pomimo pewnych uszkodzeń przednich klap. Następnie przeprowadził odpalenie silników przy lądowaniu i pomyślnie zwodował na środku docelowej lokalizacji na Oceanie Indyjskim, gdzie kamera na boi zarejestrowała eksplozję S30, wkrótce po kontakcie z wodą. |                    |                 |                 |                |              |                           |            |                                               |                      |
| 6  | 19 listopada 2024 22:00:00 | Booster 13 Block 1 | Ship 31 Block 1 | Starbase, OLP-A | Pluszowy banan | Nieznany     | Orbita Transatmosferyczna | Sukces     | Kontrolowany (ocean) (przerwanie przez wieżę) | Kontrolowany (ocean) |
| 6  | Lot szósty Starshipa był drugą próbą odzyskania boostera i ostatnią, która wykonała lot z górnym stopniem Bloku 1. Przed lotem usunięto płytki osłony termicznej z kluczowych obszarów S31, w którym również brakowało ablacyjnej warstwy zapasowej, zastosowanej w locie 5. Po rozdzieleniu stopni, booster wrócił w pobliże miejsca startu, ale zdecydowano się przekierować go do oceanu, ze względu na niespełnienie pewnych kryteriów bezpieczeństwa. Ship pomyślnie przeprowadził planowany w kosmosie test ponownego uruchomienia silnika i wszedł ponownie w atmosferę, przed planowanym wodowaniem na Oceanie Indyjskim, w świetle dziennym. Pomimo zmniejszonej osłony termicznej i bardziej agresywnej trajektorii lotu, S31 wodował przy minimalnych uszkodzeniach klap. Jako wskaźnik zerowego ciężaru, posłużył wypchany banan, stając się pierwszym ładunkiem statku Starship, chociaż jako taki nie opuścił pojazdu. |                    |                 |                 |                |              |                           |            |                                               |                      |

### 2025
| Lp | Data i czas (UTC) | Booster              | Ship            | Miejsce startu  | Ładunek                           | Masa ładunku | Orbita                    | Wynik lotu | Lądowanie Boostera | Lądowanie Shipa |
| -- | --- | -------------------- | --------------- | --------------- | --------------------------------- | ------------ | ------------------------- | ---------- | ------------------ | --------------- |
| 7  | 16 stycznia 2025 22:37:00 | Booster 14 Block 1   | Ship 33 Block 2 | Starbase, OLP-A | 10 symulatorów satelitów Starlink | Brak danych  | Orbita transatmosferyczna | Porażka    | Sukces (OLP-A)     | Nie dotyczy     |
| 7  | Oczekiwano, że lot siódmy będzie miał podobną trajektorię jak poprzedni lot, a jego celem było wodowanie na Oceanie Indyjskim około godzinę po starcie. Był to pierwszy lot Shipa w drugiej wersji, zawierającego wiele ulepszeń w stosunku do poprzedniej wersji. Podczas tego lotu SpaceX planowało przetestować system rozmieszczania nowej wersji swoich satelitów Starlink. Kontakt ze statkiem został utracony na krótko przed planowanym wyłączeniem jego silników. Widziano, jak statek eksplodował, gdy przelatywał nad wyspami Turks i Caicos. Elon Musk stwierdził później, że utrata pojazdu była prawdopodobnie spowodowana wyciekiem paliwa. Booster pomyślnie powrócił na miejsce startu i został złapany przez pałeczki na OLP-A, stając się drugim boosterem odzyskanym po B12 w IFT-5, a także pierwszym, który zrobił to bez widocznych uszkodzeń . |                      |                 |                 |                                   |              |                           |            |                    |                 |
| 8  | 6 marca 2025 23:31:02 | Booster 15 Block 1   | Ship 34 Block 2 | Starbase, OLP-A | 4 symulatory satelitów Starlink   | Brak danych  | Orbita transatmosferyczna | Porażka    | Sukces (OLP-A)     | Nie dotyczy     |
| 8  | Ósmy lot Starshipa miał podobną trajektorię jak poprzedni lot, a jego celem było wodowanie na Oceanie Indyjskim około godzinę po starcie. Podczas zapłonu Shipa jego silniki przedwcześnie się wyłączyły, co spodowało wirowanie i utratę łączności. Booster powrócił na wieżę pomimo utraty dwóch silników podczas tzw. manewru spalania boostback (ang. boostback burn). Jeden z uszkodzonych silników zdołał ponownie zapalić się na czas złapania, które zakończyło się sukcesem. |                      |                 |                 |                                   |              |                           |            |                    |                 |
| 9  | 27 maja 2025 23:36:28 | Booster 14-2 Block 2 | Ship 35 Block 2 | Starbase, OLP-A | 8 symulatorów satelitów Starlink  | Brak danych  | Orbita transatmosferyczna | Porażka    | Porażka            | Nie dotyczy     |
| 9  | Dziewiąty lot testowy Starshipa był pierwszym lotem, w którym ponownie użyto Boostera Super Heavy. Podobnie jak w przypadku dwóch poprzednich lotów, booster pomyślnie ukończył spalanie przy wznoszeniu bez awarii silnika i pomyślnie oddzielił się od górnego stopnia. Wszystkie trzynaście silników, możliwych do powtórnego uruchomienia, uruchomiło się, kierując booster w stronę Zatoki Meksykańskiej. Wejście do atmosfery przeprowadzono pod większym kątem natarcia, testując wersję powrotu wymagającą mniejszej ilości paliwa. W hamowaniu przed lądowaniem odpaliło się 12 z 13 silników. Booster został utracony przed symulacją lądowania w Zatoce Meksykańskiej. Z powodu wycieku paliwa Ship 35 stracił kontrolę nad położeniem uniemożliwiając ponowne zapalenie silników. Następnie S35 został zabezpieczony przed ponownym wejściem w atmosferę, co obejmuje wypuszczenie pozostałego paliwa. Ship rozpadł się nad Oceanem Indyjskim podczas wejścia w atmosferę. |                      |                 |                 |                                   |              |                           |            |                    |                 |